# German E-Cars
Die German E-Cars GmbH (GEC) war ein mittelständisches Unternehmen aus dem nordhessischen Grebenstein bei Kassel und bot Produkte und Dienstleistungen aus den Bereichen Energie und Mobilität wie elektrische Antriebssysteme und Energiespeicher an. Seit 2016 gab es eine Nachfolgefirma German E-Cars Technology GmbH (GEC) mit gleichem Logo und gleicher Web-Adresse. Diese ist seit Ende 2020 nicht mehr erreichbar.

## Unternehmensgeschichte
Die German E-Cars GmbH wurde von der Fräger-Gruppe 2009 als Schwestergesellschaft gegründet. Seit 2009 wurden drei Elektrofahrzeugmodelle – unter anderem ein Nutzkraftfahrzeug – und andere kundenspezifische Anwendungen auf den Markt gebracht. Von der Insolvenz der Fräger-Muttergesellschaft 2013 war die German E-Cars GmbH nicht betroffen.
2016 ging die Firma selbst in die Insolvenz. Die neu gegründete German E-Cars Technology GmbH (GECT) führte in Kassel den Service für die Elektrofahrzeuge weiter.

## Elektrofahrzeugmodelle im Portfolio des Unternehmens

### STROMOS
Der seit 2010 verkaufte STROMOS basiert auf dem Microvan-Modell Suzuki Splash / Opel Agila B, in den ein Elektro-Antriebsstrang eingebaut wird. Der E-Powertrain besteht aus einer in drei Akkuboxen aufgeteilten Lithium-Ionen-Batterie, einer On-Board-Ladeeinheit, einem Wechselrichter, der Steuerelektronik, einem Elektromotor und dem Getriebe.
Der an der Vorderachse eingebaute Motor liefert maximal 56 kW bei einem Drehmoment von 140 Nm. Damit kommt das Fahrzeug elektronisch begrenzt auf maximal 120 km/h Höchstgeschwindigkeit.
Beim Umbau auf den Elektroantrieb wurde bei den meisten Fahrzeugen das originale 5-Gang-Schaltgetriebe inklusive der Kupplung beibehalten und der E-Motor am Motorflansch angeschlossen. Damit blieben die Vorwärtsgänge und der Rückwärtsgang erhalten. Einige Fahrzeuge erhielten ein  Eingang-Untersetzungsgetriebe mit geänderter Motoraufhängung und elektrischer Umschaltung der Fahrtrichtung.
Der Energieverbrauch liegt bei 15–20 kWh auf 100 km. Bei diesem Verbrauch liefert die Lithium-Ionen-Batterie mit einer Kapazität von 19,2 kWh elektrische Energie für eine Reichweite von 100 km und etwa 20 km, in denen das Borddisplay „Reservebetrieb“ meldet. Bei weiterer Entladung schaltet das BMS in frühen Versionen den Akku ohne weiter Warnung oder eine Leistungsreduktion ab, um die Traktionsbatterie vor Tiefentladung zu schützen. Nach späteren Firmwareupdates leuchtet im Falle einer drohenden Zellunterspannung ein Warnsignal auf und die Leistung wird reduziert.
Die Ladezeit für eine Vollaufladung beträgt laut Herstellerangaben bis zu 6 Stunden mit etwa 3 kW Ladeleistung (Schukosteckdose). Zwischenladen – etwa während des Arbeitens oder Mittagessens – führt zu einem Streckengewinn von rund 15 km je Stunde Ladezeit. Optional kann an Drehstrom mit 9,6 kW geladen werden. Die Ladedauer bis Vollladung bei leerem Akku verkürzt sich dann auf etwa zwei Stunden.
Erstkunden sind Firmenwagenbetreiber wie Siemens und SAP.
Zu den Daten von Karosserie, Fahrwerk und Sicherheitsausstattung siehe Suzuki Splash.

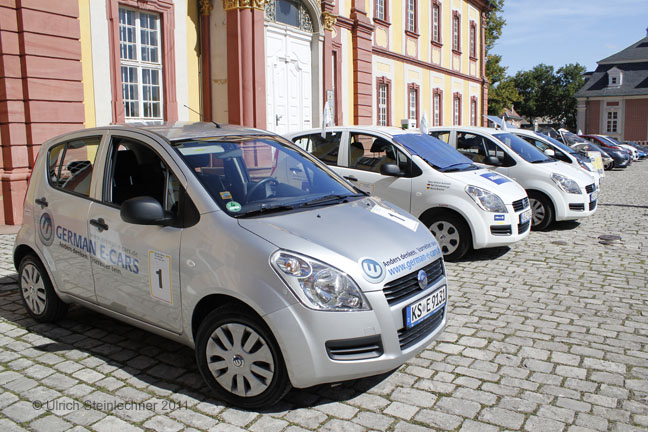
Stromos auf der Bertha Benz Challenge 2011

### CETOS
Der Kleinwagen CETOS basiert auf dem Opel Corsa. Dadurch verbindet er seine rein elektrische Reichweite von 120 Kilometern mit großzügigem Raumvolumen und einer Spitzengeschwindigkeit von 130 km/h. Die Ladezeit beträgt zwischen 2,5 Stunden (400 V, 3 Phasen) und 8 Stunden (230 V, 1 Phase).
Zu den Daten von Karosserie, Fahrwerk und Sicherheitsausstattung siehe Opel Corsa.

### PLANTOS
Der PLANTOS, ein elektromobiles Fahrzeug auf Basis des Mercedes Sprinter, wird sowohl als Transporter, Pritschenwagen, Klein- oder Minibus angeboten. Der PLANTOS absolviert mit rein elektrischer Energie aus Lithium-Ionen-Batterien bis zu 120 Kilometer Entfernung und eignet sich durch seine variantenabhängige Zuladungsleistungen ideal für Transporte innerhalb der Stadt oder im nahen Umland. Eine immer wichtiger werdende Anwendung sind die sogenannten Bürgerbusse. Diese ergänzen bestehende Angebote im öffentlichen Personen-Nahverkehr um weitere Möglichkeiten, speziell im ländlichen und kleinstädtischen Bereich. Betreiber dieser Busse sind meist ehrenamtlich tätige örtliche Vereine.
Der PLANTOS bietet seinem Fahrer Unabhängigkeit von lokalen Beschränkungen durch Umweltzonen oder Dieselpreisen.
Zu den Daten von Karosserie, Fahrwerk und Sicherheitsausstattung siehe Mercedes Sprinter.

## Bau von Spezialfahrzeugen
In Kooperation mit der Schwarzwälder Doll Fahrzeugbau AG hat German E-Cars Spezialfahrzeuge mit Hebefunktion für Flughäfen, sogenannte „Highlifter“ entwickelt und gebaut. Mit solchen Flugfeldfahrzeugen werden Verpflegungscontainer oder Gepäck bündig an große Flugzeuge herangehoben.

## Vom Unternehmen angebotene Dienstleistungen
German E-Cars GmbH bot folgende Dienstleistungen im Bereich der E-Mobilität an:
- mechanische Konstruktion inkl. Getriebeauslegungen
- Auslegung und Design von elektrischen Antriebssträngen
- Entwicklung von Leistungselektronik für den Antriebsstrang, das Batteriemanagement und die Steuerung von Fahrzeugen und Anwendungen
- Systemdesign und Softwareengineering
- Prototypenbau und Homologation von Fahrzeugen
- Entwicklung und Design von kunden- und anwendungsspezifischen Lösungen
- Entwicklung, Design und Begleitung des Serienanlaufs von Kundenlösungen

## Referenzen
In der Zeit von 16. Februar bis 16. Mai 2011 ist Almuth Hartwig-Tiedt, Staatssekretärin in der Berliner Senatsverwaltung für Wirtschaft, Technologie und Frauen, das Fahrzeug STROMOS gefahren. Sie berichtete in ihrem Blog regelmäßig über ihre Erfahrungen.
Im März wurde der zweite Plantos-Transporter an das Unternehmen Ihr Bäcker Schüren in Hilden im Beisein des nordrhein-westfälischen Umweltschutzministers Johannes Remmel in Betrieb genommen.
Im Mai wurde der erste elektrisch betriebene Bürgerbus Baden-Württembergs in Stuttgart übergeben.